# Universidad de Chicago

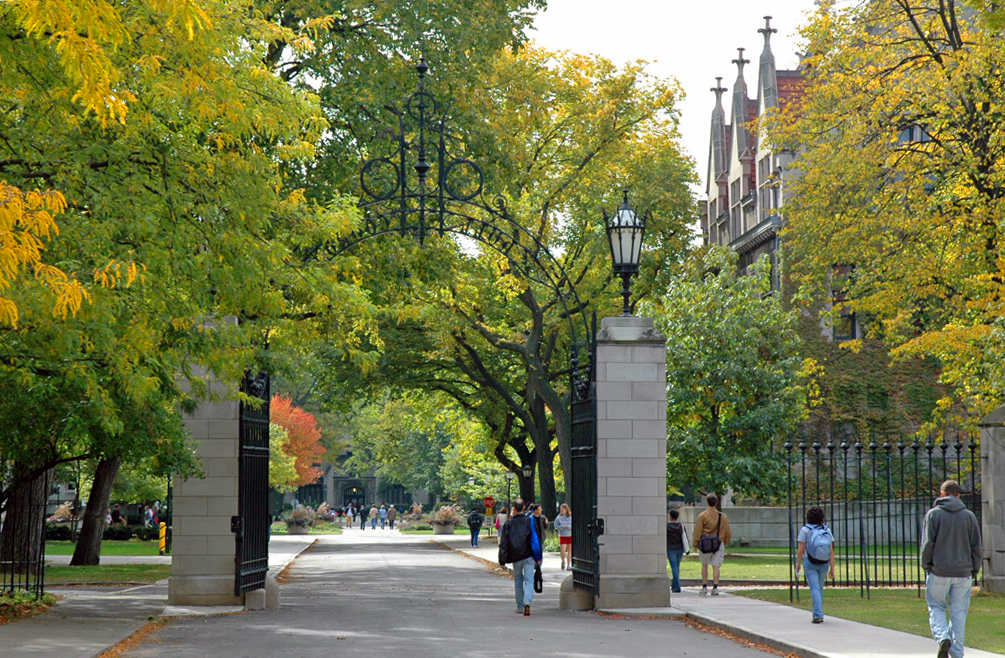
Entrada al campus.

La Universidad de Chicago (en inglés: The University of Chicago) es una universidad privada ubicada en Chicago, Illinois (Estados Unidos). Fue fundada en 1890 por John D. Rockefeller y su campus principal se encuentra en el barrio Hyde Park. Se trata de una de las universidades más prestigiosas de los Estados Unidos y del mundo, en la que se han educado numerosos alumnos destacados, investigadores y académicos, reconocidos por sus notables contribuciones en diversas ramas de las ciencias. Esto, le ha hecho acreedor de 101 premios Nobel, 54 Rhodes Scholars, 26 Marshall Scholars, 9 Fields Medalists, 4 premios Turing, 52 becas MacArthur, 27 premios Pulitzer, 20 Medallas Nacionales de Humanidades y 8 medallistas olímpicos. La universidad se encuentra clasificada en el top 10 como una de las mejores según el criterio de las principales clasificaciones académicas del mundo.
Diversas personalidades de renombre forman o han formado parte de la universidad en varios campos de la ciencia, entre ellos, Enrico Fermi, Robert Millikan, Jerry Coyne, Milton Friedman, George Stigler, Myron Scholes, Gary Becker, Saul Bellow, John Dewey, entre muchos otros. El expresidente de los Estados Unidos, Barack Obama, fue profesor y catedrático de la Universidad durante 12 años y mantiene su residencia cerca del campus de la universidad en Hyde Park.
En 2015 la universidad dedicó 421 millones de dólares en investigación científica. Además, profesores y alumnos de la universidad han jugado un papel importante en el desarrollo de la economía mundial, de la sociología, el movimiento derecho y economía en el análisis legal, y la física (por ejemplo, investigaciones de la Universidad llevaron a la creación del primer reactor nuclear autosuficiente, dirigidos por Enrico Fermi). 
Los académicos de la Universidad de Chicago han desempeñado un papel importante en el desarrollo de muchas disciplinas académicas, como la economía, el derecho, la crítica literaria, las matemáticas, la física, la religión, la sociología y la ciencia política, estableciendo la Escuelas de Chicago en varios campos. El Laboratorio Metalúrgico de Chicago produjo la primera reacción nuclear autosostenida fabricada por el ser humano en Chicago Pile-1, bajo las gradas del Stagg Field de la universidad.  Los avances en química condujeron a la "revolución del radiocarbono" en la datación por carbono-14 de la vida y los objetos antiguos. Los esfuerzos de investigación de la universidad incluyen la administración del Laboratorio Nacional de Aceleradores Fermi y del Laboratorio Nacional Argonne, así como del Laboratorio Biológico Marino. La universidad también alberga la Imprenta de la Universidad de Chicago, la mayor imprenta universitaria de Estados Unidos.
La universidad alberga también la editorial más grande de todas las universidades en los Estados Unidos, la University of Chicago Press.

## Historia

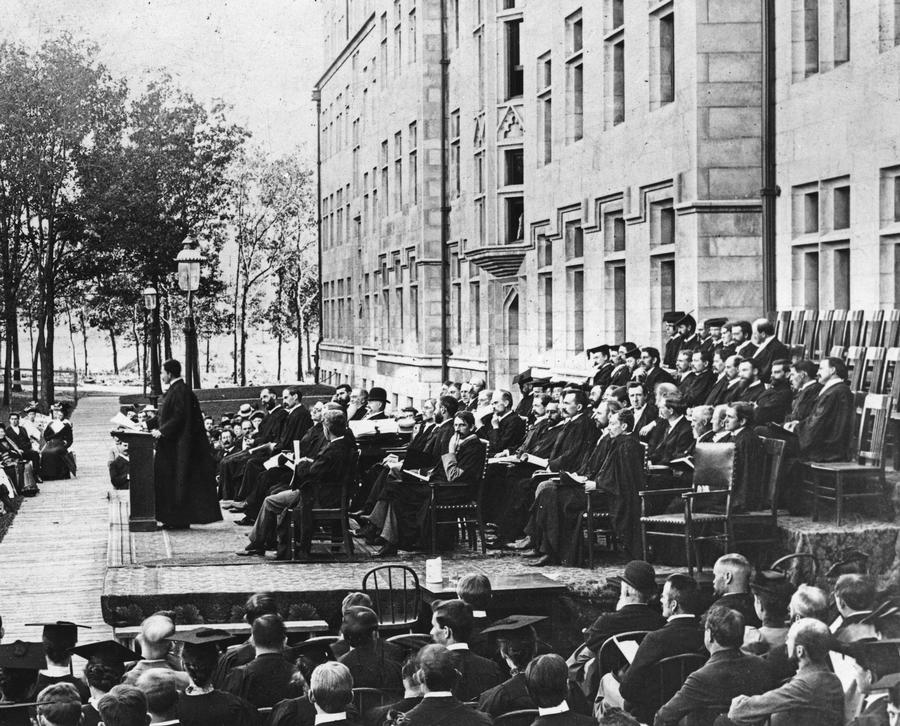
Albert A. Michelson, catedrático de física y primer premio Nobel estadounidense, pronuncia el segundo discurso de la Convocatoria. Discurso frente a Goodspeed y Gates-Blake Halls, con la asistencia del presidente William Rainey Harper, profesores y miembros del consejo de administración, 1 de julio de 1894.

### Los primeros años
La Universidad de Chicago se constituyó como institución coeducativa: 137  en 1890 por la Sociedad Americana de Educación Bautista, utilizando 400 000 dólares donados a la ABES para complementar una donación de 600.000 dólares del cofundador de Standard Oil John D. Rockefeller, e incluyendo terrenos donados por Marshall Field. Aunque la donación de Rockefeller proporcionó dinero para operaciones académicas y dotaciones a largo plazo, se estipuló que dicho dinero no podía utilizarse para edificios. El campus de Hyde Park se financió con donaciones de personas adineradas de Chicago como Silas B. Cobb, que aportó los fondos para el primer edificio del campus, Cobb Lecture Hall, e igualó la promesa de Marshall Field de 100.000 dólares. Otros de los primeros benefactores fueron los hombres de negocios Charles L. Hutchinson (fideicomisario, tesorero y donante de Hutchinson Commons), Martin A. Ryerson (presidente del consejo de administración y donante del Laboratorio Físico Ryerson) Adolphus Clay Bartlett y Leon Mandel, que financiaron la construcción del gimnasio y el salón de actos, y George C. Walker, del Museo Walker, pariente de Cobb que impulsó su donación inaugural para las instalaciones.
El campus de Hyde Park continuó el legado de la universidad original del mismo nombre, que había cerrado en la década de 1880 después de que su campus fuera embargado. Lo que se conoció como la Antigua Universidad de Chicago había sido fundada por un pequeño grupo de educadores Bautistas en 1856 a través de una dotación de tierras del senador Stephen A. Douglas. Tras un incendio, cerró en 1886. Los antiguos alumnos de la antigua Universidad de Chicago son reconocidos como antiguos alumnos de la actual Universidad de Chicago. La representación de la universidad en su escudo de armas de un ave fénix resurgiendo de las cenizas es una referencia al incendio, ejecución hipotecaria y demolición del campus de la Antigua Universidad de Chicago. Como homenaje a este legado anterior a 1890, una sola piedra de los escombros del Douglas Hall original de 34th Place se llevó a la ubicación actual de Hyde Park y se colocó en el muro del Edificio de Clásicos. Estas conexiones han llevado al decano de la facultad y profesor de historia de la Universidad de Chicago, John Boyer, a concluir que la Universidad de Chicago tiene "una genealogía plausible como institución anterior a la Guerra Civil".
William Rainey Harper fue nombrado presidente de la universidad el 1 de julio de 1891, y el campus de Hyde Park abrió sus puertas el 1 de octubre de 1892. Harper se dedicó a aumentar el profesorado y en dos años contaba con un claustro de 120 profesores, entre ellos ocho expresidentes de universidades o colleges. Harper fue un erudito consumado (semitista) y miembro del clero baptista que creía que una gran universidad debía mantener el estudio de la fe como eje central. Para cumplir este compromiso, llevó a Morgan Park el seminario Baptist que había comenzado como escuela independiente "junto" a la Antigua Universidad de Chicago y se había separado de la antigua escuela décadas antes. Éste se convirtió en la Divinity School en 1891, la primera escuela profesional de la Universidad de Chicago.: 20–22 
Harper reclutó al aclamado jugador de béisbol y fútbol americano de Yale Amos Alonzo Stagg de la escuela de formación Young Men's Christian Association del Springfield para entrenar el programa de fútbol americano de la escuela.  Stagg recibió un puesto en la facultad, el primer puesto de atleta de este tipo en Estados Unidos.[cita requerida] Mientras entrenaba en la universidad, Stagg inventó la camiseta de fútbol americano numerada y el huddle. Stagg es el homónimo del Stagg Field de la universidad. 
La escuela de negocios se fundó en 1898, y la Escuela de Leyes se fundó en 1902. Harper murió en 1906 y fue sustituido por una sucesión de tres presidentes cuyos mandatos duraron hasta 1929.  Durante este periodo, se fundó el Oriental Institute para apoyar e interpretar los trabajos arqueológicos en lo que entonces se denominaba Oriente Próximo.
En la década de 1890, la universidad, temerosa de que sus vastos recursos perjudicaran a las escuelas más pequeñas al alejar a buenos estudiantes, se afilió a varios colegios y universidades regionales: Des Moines College, Kalamazoo College, Butler University y Stetson University. En 1896, la universidad se afilió a Shimer College en Mount Carroll, Illinois. Según los términos de la afiliación, las escuelas debían tener cursos de estudio comparables a los de la universidad, notificar a la universidad con anticipación sobre cualquier nombramiento o despido de profesores contemplados, no realizar ningún nombramiento de profesores sin la aprobación de la universidad y enviar copias. de exámenes para sugerencias. La Universidad de Chicago acordó otorgar un título a cualquier graduado de una escuela afiliada que obtuviera una calificación de A durante los cuatro años, y a cualquier otro graduado que tomara doce semanas de estudio adicional en la Universidad de Chicago. Un estudiante o miembro del cuerpo docente de una escuela afiliada tenía derecho a matrícula gratuita en la Universidad de Chicago, y los estudiantes de Chicago eran elegibles para asistir a una escuela afiliada en los mismos términos y recibir crédito por su trabajo. La Universidad de Chicago también acordó proporcionar a las escuelas afiliadas libros y aparatos y suministros científicos al costo; instructores y conferencistas especiales sin costo excepto gastos de viaje; y una copia de cada libro y revista publicada por University of Chicago Press sin costo alguno. El acuerdo disponía que cualquiera de las partes podía rescindir la afiliación mediante notificación adecuada. A varios profesores de la Universidad de Chicago no les gustó el programa, ya que implicaba trabajo adicional no remunerado de su parte y creían que abarataba la reputación académica de la universidad. El programa pasó a la historia en 1910.

### Década de 1920-1980

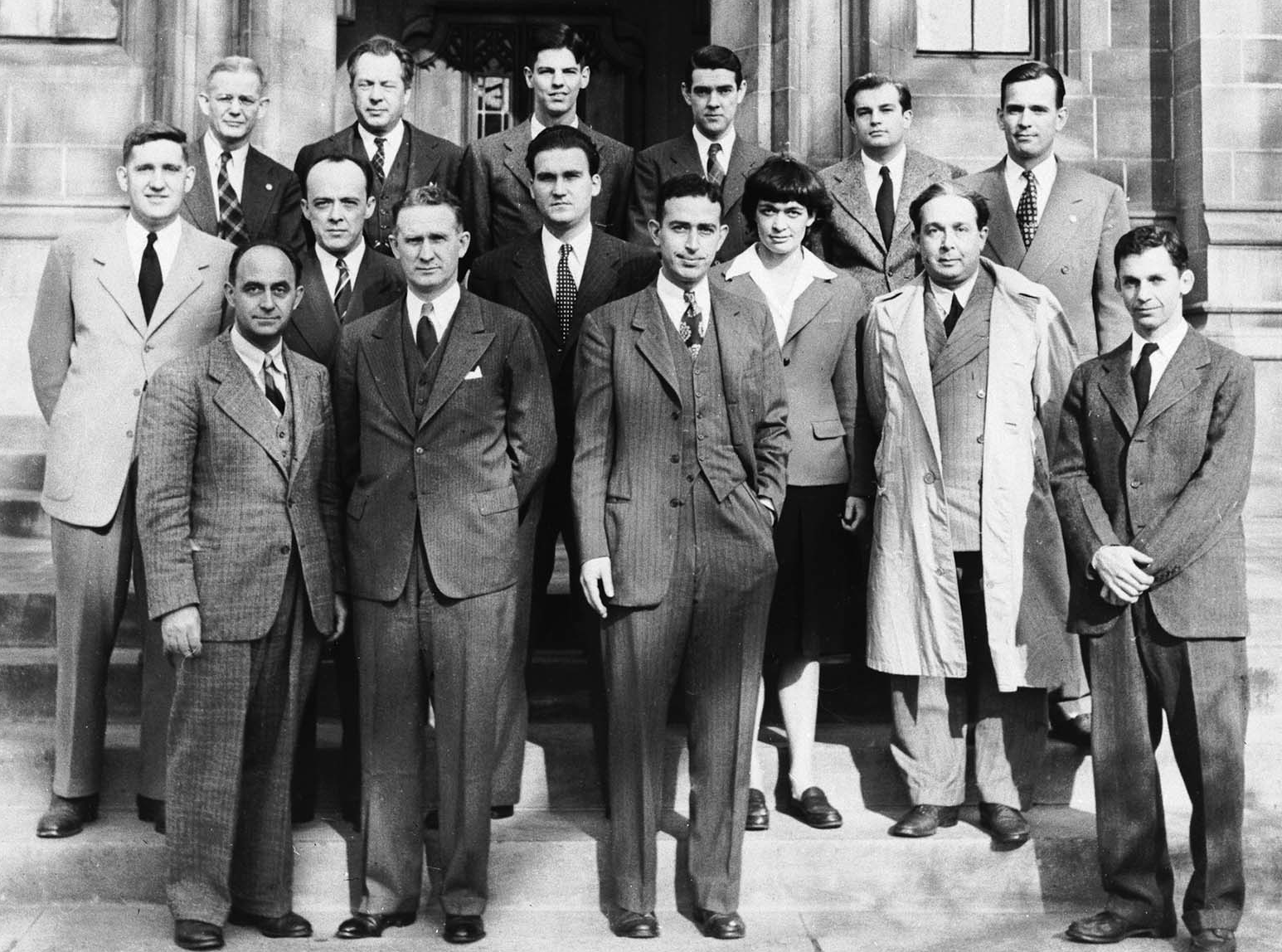
Algunos de los miembros del equipo de la Universidad de Chicago que trabajaron en la producción de la primera reacción nuclear autosostenida de origen humano del mundo, entre ellos Enrico Fermi en primera fila y Leó Szilárd en segunda.

En 1929, el quinto presidente de la universidad, el académico de filosofía jurídica Robert Maynard Hutchins, de 30 años, asumió el cargo. La universidad experimentó muchos cambios durante sus 24 años de mandato. Hutchins reformó el plan de estudios de artes liberales de la universidad conocido como Common Core, organizó el trabajo de posgrado de la universidad en cuatro divisiones, y eliminó el fútbol universitario de la universidad en un intento de dar más importancia a los estudios que al atletismo.  Durante su mandato, los Hospitales de la Universidad de Chicago (ahora llamado Centro Médico de la Universidad de Chicago) terminaron su construcción y matricularon a sus primeros estudiantes de medicina. Asimismo, se creó el Comité de Pensamiento Social, orientado a la filosofía, una institución distintiva de la universidad.
El dinero que se había recaudado durante la década de 1920 y el respaldo financiero de la Fundación Rockefeller ayudaron a la escuela a sobrevivir durante la Gran Depresión. No obstante, en 1933, Hutchins propuso un plan fallido para fusionar la Universidad de Chicago y la Universidad Northwestern en una sola universidad.  Durante la Segunda Guerra Mundial, el Laboratorio Metalúrgico de la universidad realizó aportaciones pioneras al Proyecto Manhattan. La universidad fue el lugar del primer aislamiento de plutonio y de la creación de la primera reacción nuclear artificial autosostenida por Enrico Fermi en 1942.
Se ha señalado que la universidad no proporcionó una supervisión estándar con respecto a Bruno Bettelheim y su mandato como director de la Escuela Ortogénica para Niños Perturbados de 1944 a 1973.
A principios de la década de 1950, las solicitudes de estudiantes disminuyeron como consecuencia del aumento de la delincuencia y la pobreza en el barrio de Hyde Park. En respuesta, la universidad se convirtió en uno de los principales patrocinadores de un controvertido proyecto de renovación urbana para Hyde Park, que afectó profundamente tanto a la arquitectura del barrio como al trazado de sus calles. Durante este periodo, la universidad, al igual que el Shimer College y otros diez, adoptó un programa de ingreso temprano que permitía a estudiantes muy jóvenes asistir a la universidad; asimismo, los estudiantes matriculados en el Shimer podían transferirse automáticamente a la Universidad de Chicago después de su segundo año, tras haber realizado exámenes y cursos comparables o idénticos.

## Facultades y escuelas
En la Universidad de Chicago nacieron lo que se conocen como "escuelas" de Economía de Chicago y Sociología de Chicago, que no son escuelas ni facultades propiamente dichas de la universidad, sino corrientes de opinión.
La Universidad de Chicago solamente tiene una facultad de pregrado denominada Facultad de la Universidad de Chicago. Los estudios de postgrado se imparten en siete escuelas profesionales:
- Escuela de Medicina Pritzker
- Escuela de Negocios Booth
- Escuela de Derecho
- Seminario de la Universidad de Chicago
- Escuela de Políticas Públicas Harris
- Escuela de Administración de Servicio Social
- Escuela de Educación Continua Graham

## Rankings
La Universidad de Chicago se clasifica de forma continua entre las diez mejores universidades estadounidenses y mundiales en la mayoría de los rankings. 
La escuela de negocios de la universidad, la Booth School of Business, lleva clasificando como la mejor escuela de negocios del mundo por el ranking de Business Week desde 2006 hasta la actualidad. La escuela también es considerada la mejor del mundo por el ranking de la revista británica The Economist 2012.
Entre los profesores, investigadores y alumnos de la Universidad ha habido 91 premios Nobel y 50 becarios MacArthur.

## Administración y aspectos financieros
La universidad está gobernada por un consejo de administración. El consejo de administración supervisa el desarrollo y los planes a largo plazo de la universidad y gestiona los esfuerzos de recaudación de fondos, y está compuesto por 55 miembros, incluido el presidente de la universidad. Directamente bajo el presidente están el rector, catorce vicepresidentes (incluidos el director financiero, el director de inversiones y el vicepresidente de vida en el campus y servicios estudiantiles), los directores del Laboratorio Nacional Argonne y del Fermilab, el secretario de la universidad y el defensor del estudiante (ombudsperson).  El actual presidente del consejo de administración es Joseph Neubauer; en mayo de 2022, el nuevo presidente será David Rubenstein. La actual rectora (provost) es Ka Yee Christina Lee, que entró en funciones en febrero de 2020 después de que el anterior rector, Daniel Diermeier, dejara el cargo para convertirse en canciller de la Universidad de Vanderbilt. El actual presidente de la Universidad de Chicago es el químico Paul Alivisatos, que asumió el cargo el 1 de septiembre de 2021. Robert Zimmer, el anterior presidente, pasó a desempeñar el nuevo papel de chancellor de la universidad.
La dotación de la universidad era la duodécima más grande entre las instituciones educativas estadounidenses y los sistemas universitarios estatales en 2013 y a para 2020 estaba valorada en 10.000 millones de dólares. Desde 2016, el consejo de administración de la universidad se ha resistido a la presión de los estudiantes y el profesorado para que desinvierta sus inversiones en empresas de combustibles fósiles. Parte del plan financiero del anterior presidente de la universidad, Zimmer, era un aumento de la acumulación de deuda para financiar grandes proyectos de construcción, lo que suscitó tanto el apoyo como las críticas de muchos miembros de la comunidad universitaria.[cita requerida]